# Automóvil eléctrico
Un automóvil eléctrico es un automóvil equipado con uno o más motores eléctricos, proporcionándole una aceleración rápida que continúa desde que está parado.
A diciembre de 2019, circulaban en el mundo 7,200,000 vehículos eléctricos, contando los eléctricos puros con un 66.6%; y los híbridos enchufables con un 33.3%. China tiene la mayor flota de automóviles eléctricos en uso con 3,400,000 o un 47% del ola, seguido de Europa con 1,700,000 para un 25%; y los Estados Unidos con 1,450,000 para un 20%.

## Historia

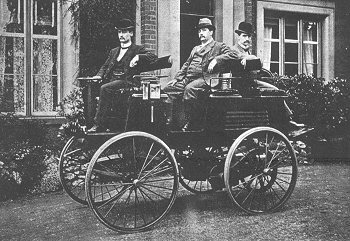
Automóvil eléctrico de Thomas Parker de 1895.

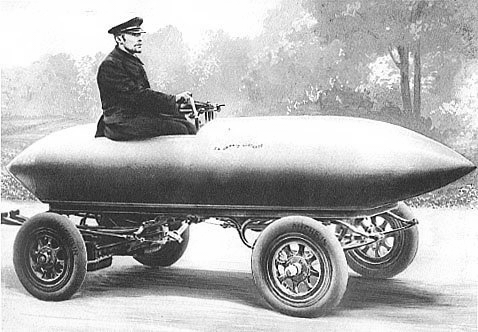
La Jamais Contente de 1899.

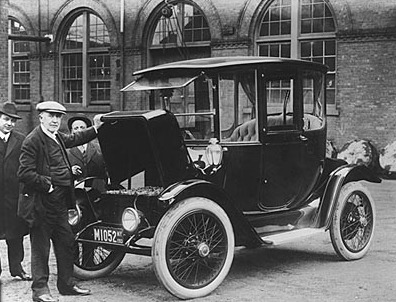
Thomas Edison junto a un automóvil eléctrico en 1913 (cortesía de National Museum of American History).

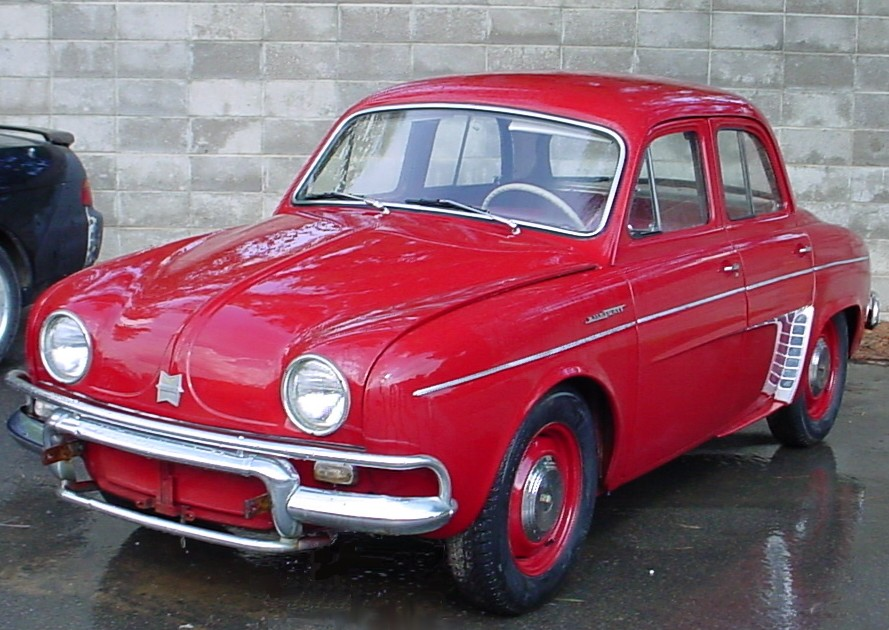
Henney Kilowatt de 1959.

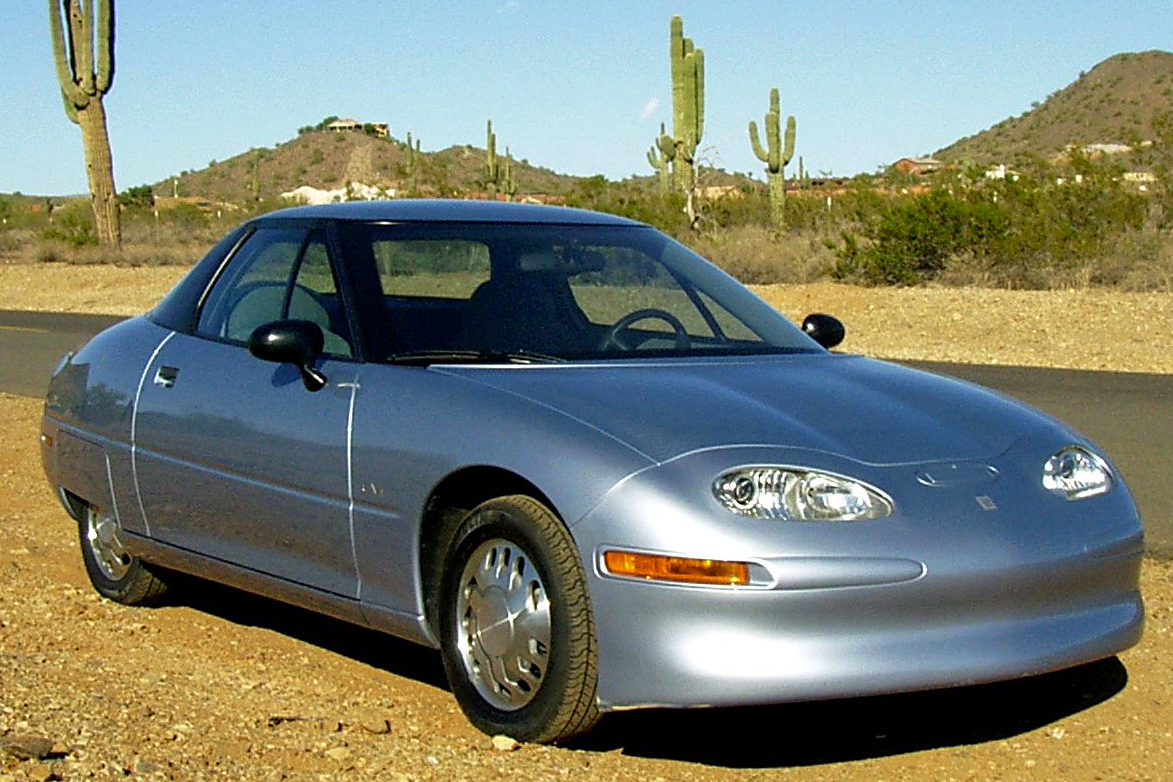
El General Motors EV1 estuvo en venta entre 1996 y 1999.

Los primeros coches prácticos surgieron durante la década de 1880. De hecho, los coches eléctricos fueron populares a finales del siglo XIX y comienzos del siglo XX, hasta que los avances en los motores de combustión interna, sobre todo con la introducción del motor  de arranque eléctrico y la producción en masa de coches de gasolina más baratos y con un combustible a buen precio llevaron al declive el uso de coches eléctricos.
Tras varias décadas en el olvido, la crisis del petróleo de 1973 produjo un breve renacimiento en el interés por los vehículos eléctricos durante la década de 1970 y 1980, aunque tampoco llegaron a alcanzar la comercialización en masa, como los vehículos eléctricos debido a los avances en las baterías y en la gestión de la energía, la preocupación global acerca del aumento de precios del petróleo y la necesidad de reducir las emisiones de gases de efecto invernadero. Varios gobiernos nacionales y locales han establecido incentivos para los vehículos eléctricos o híbridos enchufables, exenciones de impuestos y otras ayudas para promover la introducción y la adopción en el mercado de este tipo de vehículos. Los vehículos eléctricos son significativamente más silenciosos que los vehículos de combustión interna. No emiten contaminantes durante su circulación, posibilitando una gran reducción de la contaminación local y dependiendo del método usado para la generación de la electricidad empleada, pueden comportar una significativa reducción de la emisión de gases de efecto invernadero.
También proporcionan independencia energética respecto a las importaciones de petróleo, lo que en ciertos países es causa de preocupación debido a su vulnerabilidad por la volatilidad del precio del petróleo y su posible efecto en la disrupción del suministro.
El coche eléctrico fue el primero de los automóviles que se desarrollaron, hasta el punto de que existieron eléctricos anteriores al motor de cuatro tiempos sobre el que el motor diésel y Otto de gasolina, basaron el automóvil actual. Entre 1832 y 1839, aunque el año exacto es incierto, el hombre de negocios escocés Robert Anderson, inventó el primer vehículo eléctrico puro. El profesor Sibrandus Stratingh de Groninga, Países Bajos, diseñó y construyó con la ayuda de su asistente Christopher Becker vehículos eléctricos a escala reducida en 1835.
La mejora de la pila eléctrica, por parte de los franceses Gaston Planté en 1859 y Camille Faure en 1881, allanó el camino para los vehículos eléctricos. En la Exposición Mundial de 1867 en París, el inventor austríaco Franz Kravogl mostró un ciclo de dos ruedas con motor eléctrico. Francia y Gran Bretaña fueron las primeras naciones que apoyaron el desarrollo generalizado de vehículos eléctricos. En noviembre de 1881, el inventor francés Gustave Trouvé demostró un automóvil de tres ruedas en la Exposición Internacional de la Electricidad de París.
Justo antes de 1900, antes de la preeminencia de los motores de combustión interna, los automóviles eléctricos realizaron registros de velocidad y distancia notables, entre los que destacan la superación de la barrera de los 100 km/h (62 mph), de Camille Jenatzy el 29 de abril de 1899, que alcanzó una velocidad máxima de 105,88 km/h (65,79 mph).
Los automóviles eléctricos, producidos en los Estados Unidos por Anthony Electric, Baker, Detroit, Edison, Studebaker y otros durante los principios del siglo XX tuvieron relativo éxito comercial. Debido a las limitaciones tecnológicas, la velocidad máxima de estos primeros vehículos eléctricos se limitaba a unos 32 km/h (19,9 mph), por eso fueron vendidos como coche para la clase alta y con frecuencia se comercializaban como vehículos adecuados para las mujeres debido a conducción limpia, tranquila y de fácil manejo, especialmente al no requerir el arranque manual con manivela que si necesitaban los coches de gasolina de la época.
En España los primeros intentos se remontan a la figura de Emilio de la Cuadra. Tras una visita a la Exposición Internacional de la Electricidad por motivos profesionales se interesó por dichos motores tras haber quedado sorprendido por las carreras celebradas en el circuito París-Burdeos-París en 1895. A través de la Compañía General de coches-automóviles Emilio de la Cuadra S. en C. construiría diversos prototipos de vehículos eléctricos. Sin embargo, la falta de tecnología y recursos materiales y económicos provocó que desechara todos los proyectos y dedicara una docena de automóviles con motor de explosión, bajo el nombre de La Cuadra. La empresa cerró en 1901 debido a la falta de dinero y una huelga.
La introducción del sistema de arranque eléctrico del Cadillac en 1913 simplificó la tarea de arrancar el motor de combustión interna, que antes de esta mejora resultaba difícil y a veces peligroso. Esta innovación, junto con el sistema de producción en cadenas de montaje de forma masiva y relativamente barata implantado por Ford desde 1908 contribuyó a la caída del vehículo eléctrico. Además, las mejoras se sucedieron a mayor velocidad en los vehículos de combustión interna que en los vehículos eléctricos.
A finales de 1930, la industria del automóvil eléctrico desapareció por completo, quedando relegada a algunas aplicaciones industriales muy concretas, como montacargas, introducidos en 1923 por Yale, toros elevadores de batería eléctrica, o más recientemente carros de golf eléctricos, con los primeros modelos de Lektra en 1954.

### SigloXXI
En el siglo XXI, ante los fenómenos del cambio climático y agotamiento de recursos fósiles, se "decidió dar una oportunidad" para los autos eléctricos. Estos tienen una ventaja, ya que pueden utilizar variedades de fuentes renovables para producir electricidad, su combustible.
En abril del 2019, BYD Auto lanzó al mercado el primer autobús biarticulado del mundo, el BYD K12A, el cual operó como prueba en el sistema BRT de Bogotá TransMilenio en agosto de 2019.
En la segunda mitad de 2020, la compañía manufacturera de autobuses Yutong empezó a poner en circulación de manera paulatina hasta completar 10 autobuses eléctricos en el sistema Metrobús de la Ciudad de México, particularmente en el recorrido que comprende la Ruta 3, que va desde Tenayuca hasta Santa Cruz Atoyac, Benito Juárez, de la mano de la empresa concesionaria MIVSA, subsidiaria de Mobility ADO y en colaboración con ENGIE. Previamente Yutong había suministrado trolebuses simples y articulados al Sistema de Transportes Eléctricos de la Ciudad de México, con sistemas de autonomía totalmente eléctricos con hasta 80 km (50 millas) de alcance con batería al desconectarse de la línea aérea de contacto y con esa previa experiencia, pudieron poner en marcha este plan que, si es de resultados positivos, es posible replicarlo en más rutas.

## Ventajas e inconvenientes

### Inconvenientes
1. Carga de las baterías y precio. Las baterías de más de 400 km (249 millas) de autonomía son muy costosas y se recargan en unas 9 horas sin mermar su capacidad. Para evitar este problema sería necesario cambiar las baterías descargadas por otras con carga de manera inmediata, de forma tal que al repostar en una estación de servicio el vehículo ingresara casi sin energía eléctrica y saliera de allí total o parcialmente cargado pocos minutos más tarde. Para ello las baterías deberían adaptarse perfectamente de manera de poder cambiarse rápidamente y que esto pudiese hacerse tanto de forma total como fraccionada.
2. En ciertos casos, la electricidad utilizada para recargar las baterías se produce mediante materias primas contaminantes como el carbón. En España, por ejemplo, la electricidad utilizada para las baterías supone unas emisiones de CO2 de 0,276 kg (0,6 libras)/kWh generado.
3. Menor autonomía que un coche convencional, dado que necesita recargas frecuentes.
4. El fuerte costo de compra inicial. En algunos casos el precio de un coche eléctrico triplica al de uno coche convencional. Ejemplo: Un Toyota Corolla puede costar en torno a 17 000 € con lo básico, un vehículo eléctrico como el THINK City alcanza en el mercado los 30 114 €. Esto podría solucionarse si los fabricantes lo decidieran pues ya se ha comprobado con los vehículos híbridos que estos tienden a bajar de precio y ganar mercado rápidamente.
5. La poca accesibilidad que existe en cuanto a las recargas. Problema que se irá solucionando poco a poco, al suministrar los puntos de recarga «electrolineras» por parte del país. Pero para ello quizás sea imprescindible que las estaciones de servicio puedan cambiar las baterías descargadas total o parcialmente por otras con carga de manera inmediata. De esta forma la empresa se interesaría por el nuevo negocio y el usuario se vería compensado al pagar por un servicio que le ahorraría mucho tiempo de espera.

### Ventajas
1. Su mantenimiento y costo del "combustible" es mucho menor al de uno convencional.
2. Mayor eficiencia y máximo par motor a partir de 0 revoluciones y la total ausencia de marchas, debido a que, en caso de tener transmisión, la misma puede aprovechar la potencia de manera más eficiente sin retardo alguno.
3. En los deportivos, el uso de potencia distribuida en las ruedas y control del par motor de cada uno proporciona una mayor estabilidad en las curvas, y, por tanto, en seguridad.
4. Según Francisco Laverón, Miguel Ángel Muñoz y Gonzalo Sáenz de Miera, dos economistas y un ingeniero de la compañía Iberdrola, un coche consigue una eficacia de un 77% si la electricidad procede de fuentes renovables, mientras que 42% si procede de energía eléctrica basada en gas natural. Además, estos autores aseguran que un coche eléctrico podría recorrer casi el doble de distancia que uno de gasolina.[14]
5. Pueden recargar su batería mediante el frenado regenerativo, prolongando así la vida útil de las balatas del sistema de frenado, lo cual aumenta su autonomía de cierta forma, aunque la misma solamente presente un aumento insignificante pero aun así es una ventaja ya que con el pasar del tiempo y las mejoras tecnológicas el frenado regenerativo podría ayudar a extender la autonomía,
6. Con el pasar de los años la tecnología de las baterías ha mejorado para ofrecer una autonomía casi similar a algunos vehículos de combustión interna de reducida cilindrada, en modelos más grandes incluso pueden tener las mismas comodidades, pero también se acostumbran los dueños de los mismos a nuevos hábitos de conducción.[15]

## Recarga
Aparte de planes a pequeña escala de forma global la red de carga de la estadounidense Tesla, Inc. es la más extensa con más de 2,500 estaciones de carga rápida y cerca de 15 000 estaciones de velocidad normal. Esta red abarca ya la totalidad de Estados Unidos, la zona más poblada de Canadá, parte de México, pequeñas áreas de Centroamérica, también abarca toda Europa occidental, el Este de China, Corea, todo Japón y pequeñas áreas de Australia, Nueva Zelanda y Emiratos Árabes Unidos. Toda la red está en constante consolidación y expansión. Actualmente la infraestructura de recarga para coches eléctricos se encuentra muy avanzada en todos los países de Europa gracias a los avances realizados en los últimos años. España en particular se encuentra a la cabeza en la red de recarga rápida, ya que dispone de 1,244 puntos de recarga rápida, contando con 33,211 coches eléctricos. Se trata del país europeo con mejor proporción de cargadores rápidos por coches eléctricos. Este despliegue sigue creciendo gracias a los planes de expansión de las compañías de instalación y recarga. La empresa española Iberdrola presentó su Plan Smart Mobility que contempla instalar 150 000 puntos de recarga en hogares, empresas, vía urbana, ciudades y principales autovías hasta 2025. La apuesta por el despliegue de estaciones de alta eficiencia se concretará en la instalación de estaciones ultra rápidas 350 kW (476 CV), súper rápidas 150 kW (204 CV) y rápidas 50 kW (68 CV). El plan, que incluye la puesta en marcha de al menos una estación de recarga rápida cada 50 km (31,1 millas), permitirá viajar por todo el país con autonomía. 

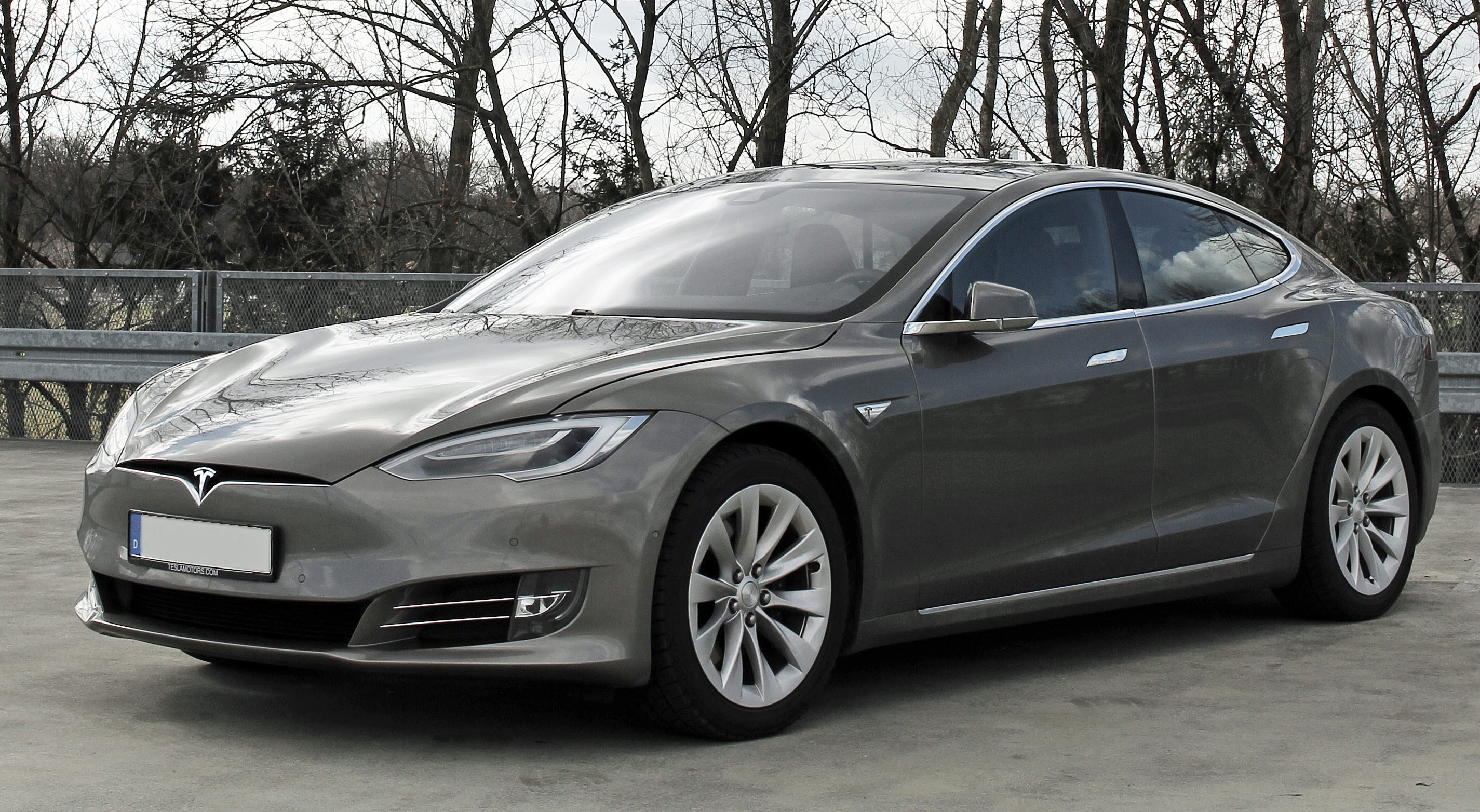
El Tesla Model S fue declarado automóvil verde de 2013.

La recarga de un automóvil eléctrico puede requerir varias horas. Para recorridos de larga distancia, muchos coches permiten un modo de carga rápida que puede proporcionar un 80% de la carga en media hora, usando cargadores públicos. Aunque el coste de las baterías está descendiendo rápidamente, todavía es alto y debido a ello la mayor parte de los modelos tienen todavía una autonomía reducida y a un mayor costo que los vehículos convencionales. Con estos modelos los choferes también pueden experimentar ansiedad por falta de autonomía: el miedo a que las baterías se gasten antes de llegar a su destino. También hay algunos modelos que ofrecen una gran autonomía como por ejemplo el Tesla Model S que tiene más de 500 km (311 millas) de autonomía.
| País         | Coches eléctricos | Puntos de recarga rápida |
| ------------ | ----------------- | ------------------------ |
| Alemania     | 216,264           | 5,074                    |
| Reino Unido  | 212,651           | 4,008                    |
| Noruega      | 274,207           | 3,426                    |
| Francia      | 180,277           | 1,975                    |
| España       | 33,211            | 1,242                    |
| Países Bajos | 152,510           | 1,069                    |
| Suecia       | 87,031            | 1,023                    |
| Suiza        | 37,596            | 846                      |
| Italia       | 25,363            | 833                      |
| Austria      | 30,273            | 575                      |

## Energía
A diferencia de un vehículo con un motor de combustión interna que está diseñado específicamente para funcionar quemando combustible, un vehículo eléctrico obtiene la tracción de los motores eléctricos, pero la energía puede ser suministrada de los modos siguientes:
- Alimentación externa del vehículo durante todo su recorrido, con un aporte constante de energía, como es común en el tren eléctrico o el trolebús.

- Energía proporcionada al vehículo en forma de un producto químico almacenado en el vehículo que, mediante una reacción química producida a bordo, produce la electricidad para los motores eléctricos. Ejemplo de esto es el coche híbrido no enchufable, o cualquier vehículo con pila de combustible.

- Energía generada a bordo usando energía nuclear, como en submarinos y portaaviones.

- Energía generada a bordo usando energía solar con placas fotovoltaicas, que es un método no contaminante durante la producción eléctrica, mientras que los otros métodos descritos, dependen de si la energía que consumen proviene de fuentes renovables para poder decir si son o no contaminantes.

- Energía eléctrica suministrada al vehículo cuando está parado, que es almacenada a bordo con sistemas recargables y que luego consumen durante su desplazamiento. Las principales formas de almacenamiento son:
  - Energía química almacenada en las baterías como en el llamado vehículo eléctrico de batería, especialmente en baterías de litio que parece ser la tecnología más desarrollada hoy. Es preciso destacar las nuevas inversiones que se están haciendo en el mayor yacimiento de litio en el Salar de Uyuni, Bolivia, para la fabricación de estas baterías, aunque hay otros tipos de baterías recargables que se pueden utilizar.
  - Energía eléctrica almacenada en supercondensadores. Tecnología aún muy experimental.
  - almacenamiento de energía cinética, con volante de inercia sin rozamiento.

- También es posible disponer de vehículos eléctricos híbridos, cuya energía proviene de múltiples fuentes, tales como:
  - Almacenamiento de energía recargable y un sistema de conexión directa permanente.
  - Almacenamiento de energía recargable y un sistema basado en la quema de combustibles, incluye la generación eléctrica con un motor de explosión y la propulsión mixta con motor eléctrico y de combustión.

## Consumo

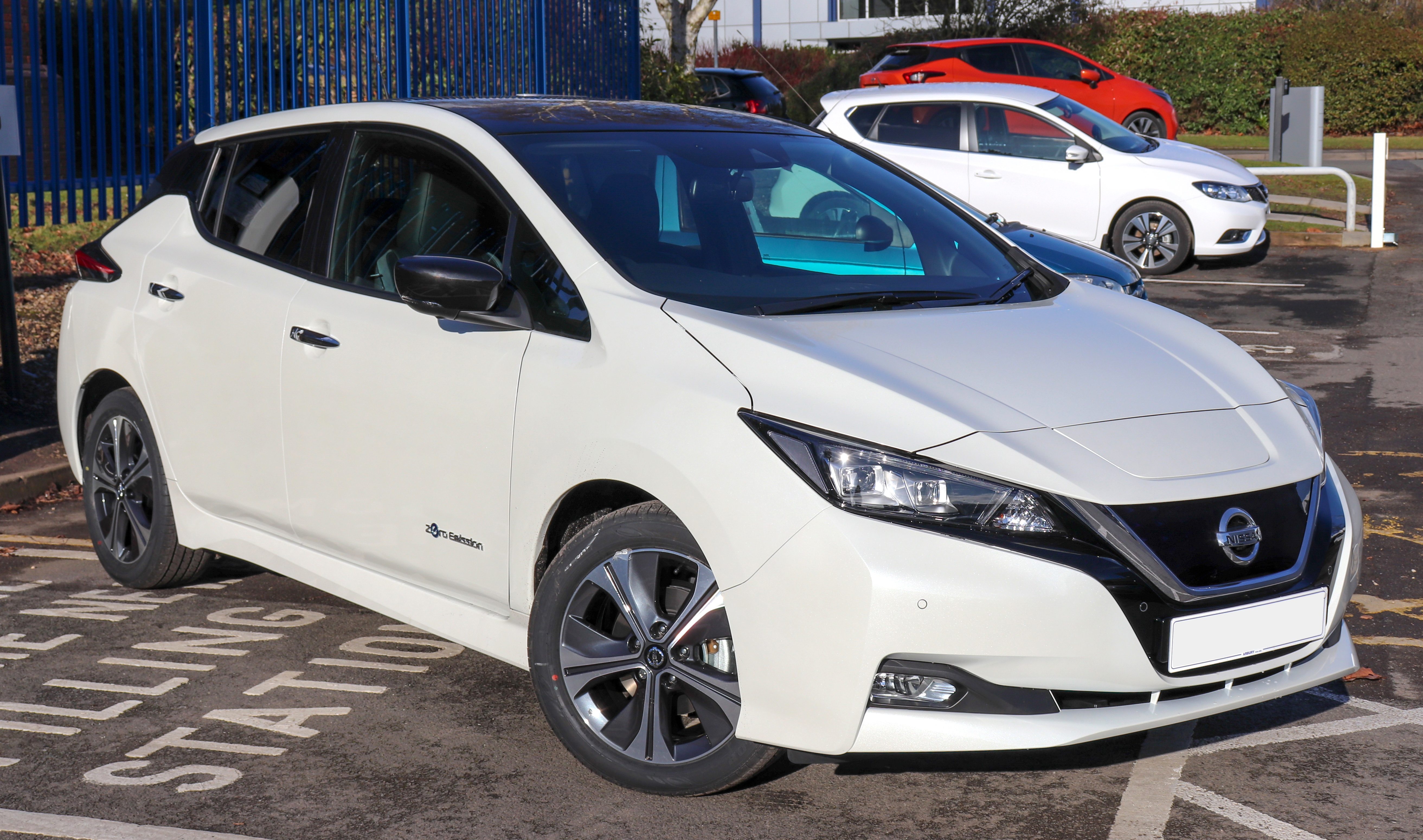
Nissan Leaf Tekna de 2018.

## Integración en la red eléctrica

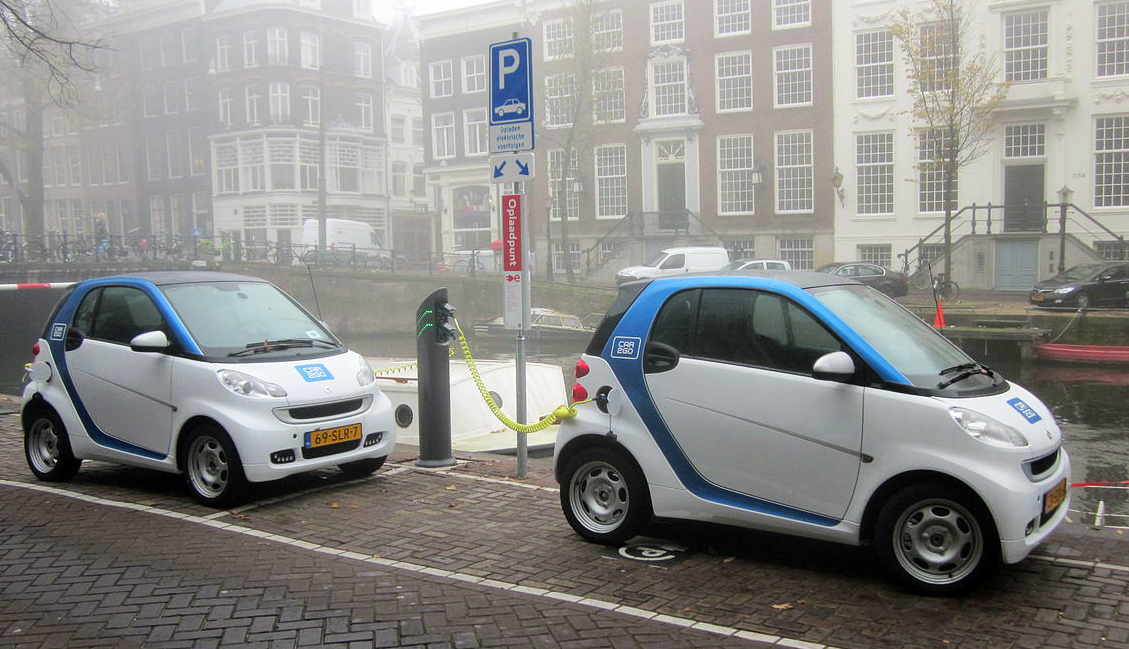
Dos Smart ED cargando baterías en Ámsterdam.

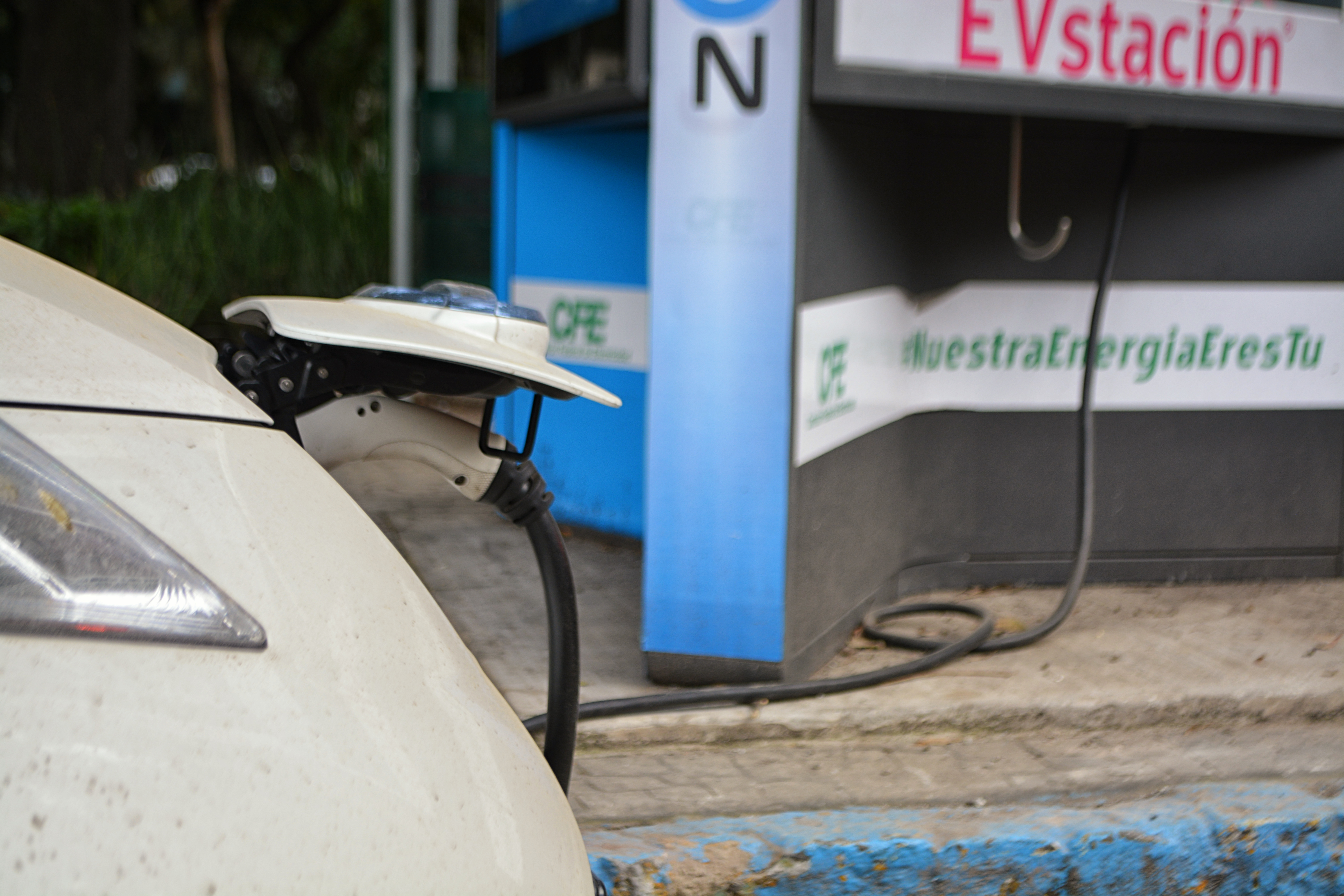
Auto eléctrico cargando en una estación de carga pública en la Colonia Condesa de la Ciudad de México.

#### España

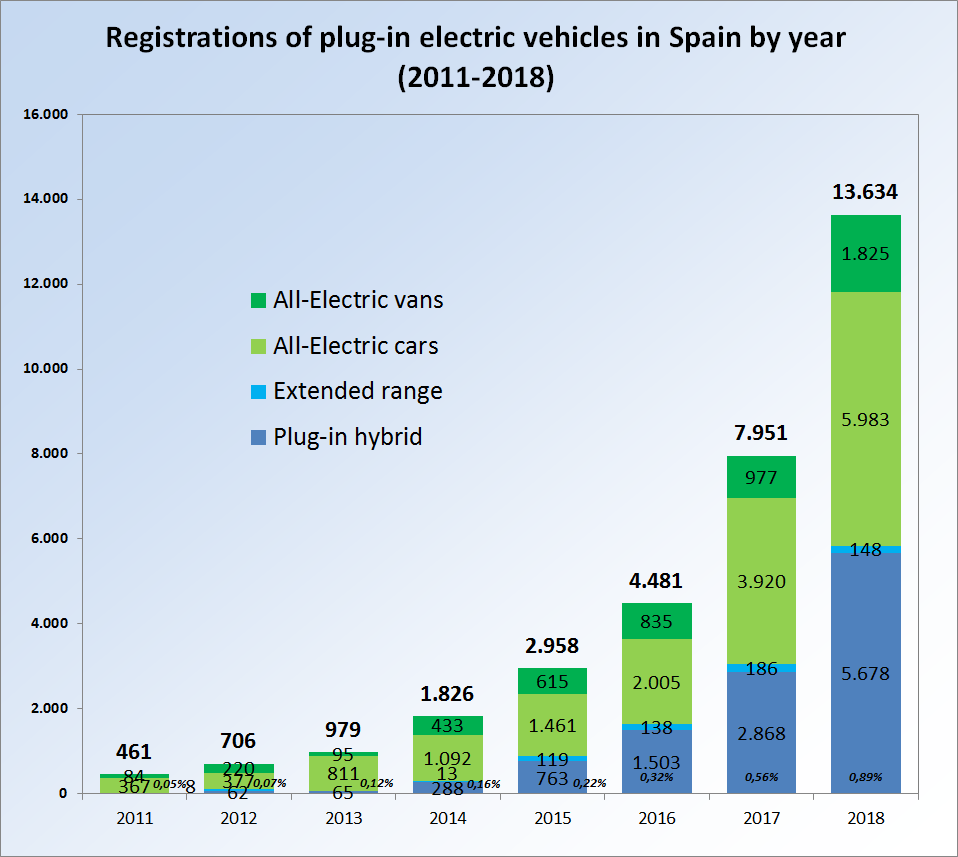
Turismos y furgonetas eléctricas e híbridos enchufables matriculados en España entre 2010 y 2014.